# Charles Van Hoorn

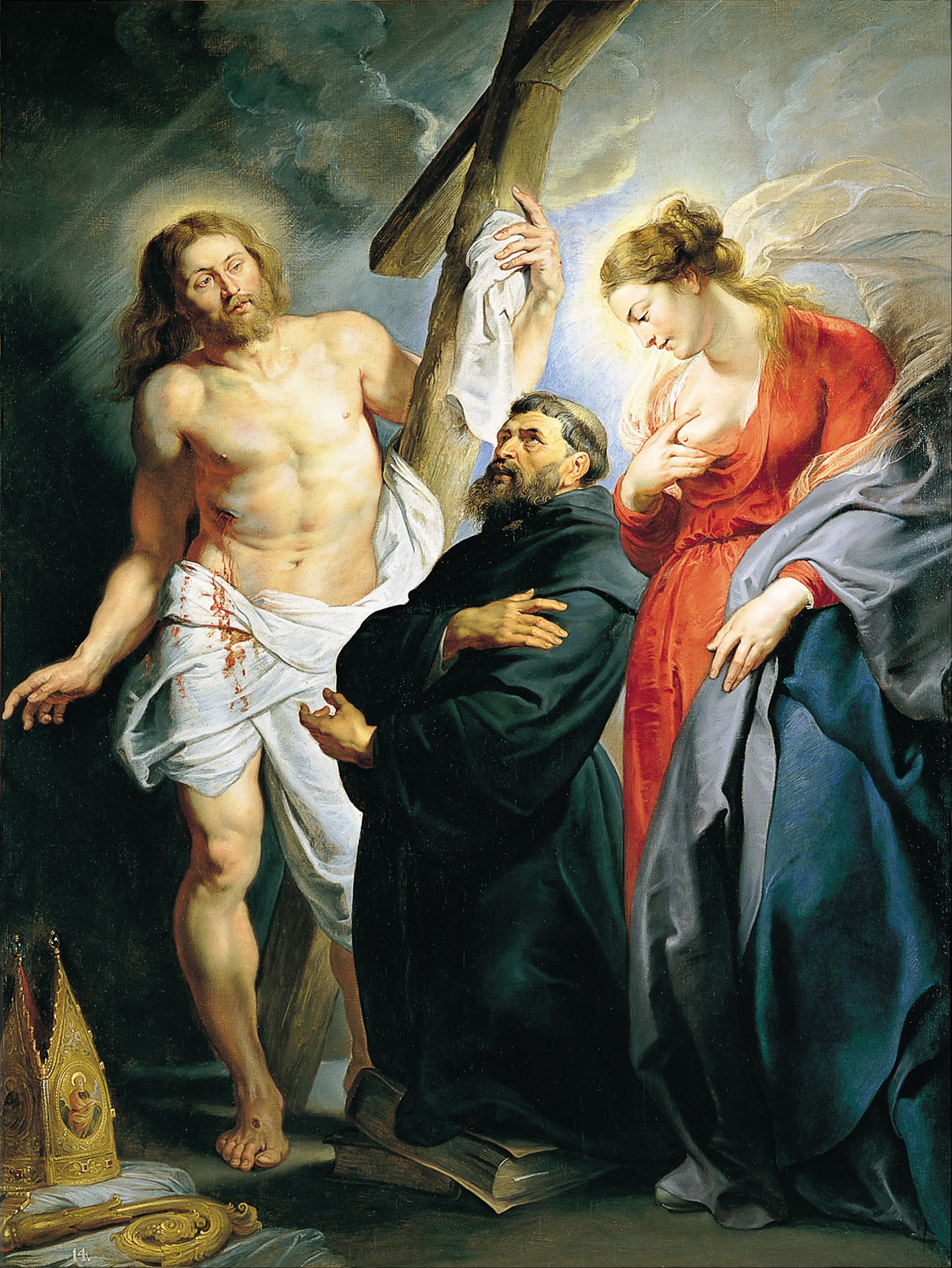
Augustin d'Hippone entre le Christ et la Vierge (Pierre-Paul Rubens)

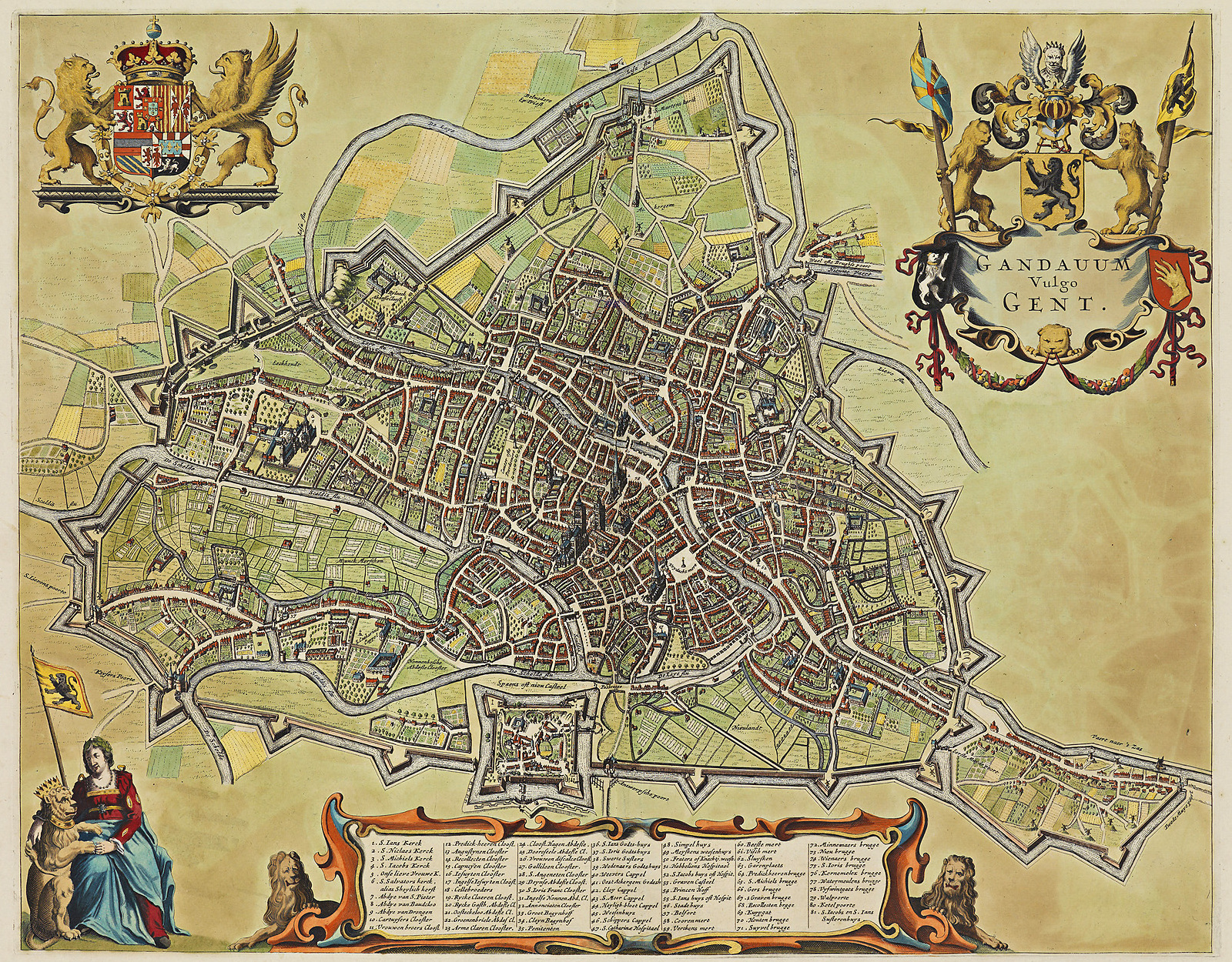
Gand au XVIIe siècle siècle (Atlas de Wit)

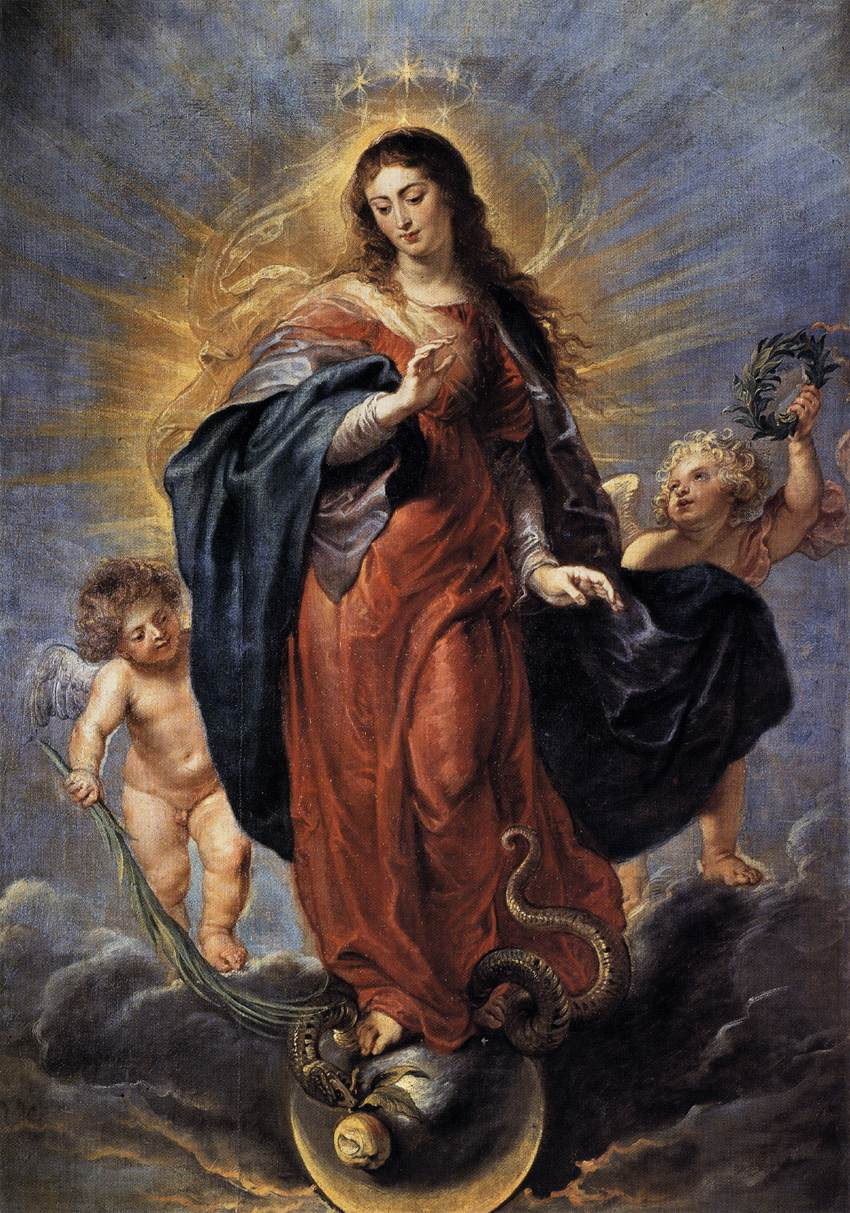
L'Immaculée Conception (Rubens)

Charles Van Hoorn (1617-1668) est une religieux flamand, de l'ordre des ermites de saint Augustin, considéré comme l'un des plus remarquables prédicateurs des Pays-Bas méridionaux au XVIIe siècle.

## Biographie
Charles est né à Gand (Belgique), dans la paroisse Saint-Michel, le 17 juillet 1617, de Charles Van Hoorn et Margaretha de Maerschalck. Au terme de ses humanité chez les augustins de sa ville natale, il entre dans l'Ordre et fait profession, le 2 septembre 1637. Ordonné prêtre en 1640, il enseigne la philosophie, de 1645 à 1647, toujours au couvent de Gand, dont il sera, un temps, prieur. C'est là qu'il décède, le 26 septembre 1668, en se dévouant au service des pestiférés, au cours d'une terrible épidémie, qui emportera encore, ce mois-là, cinq autres membres de la communauté. Docteur en théologie de l'université de Douai, ce religieux exemplaire, prudent et modeste, a été considéré comme l'un des meilleurs orateurs sacrés de son temps. 

## Postérité
Charles Van Hoorn a publié deux recueils de sermons, consacrés respectivement à la figure de la Vierge et au temps du Carême. Le Tractatus marialis comprend ainsi vingt-quatre sermons sur la mère du Christ, un sur saint Joseph et un sur l'apôtre Jean. L'auteur y présente les prérogatives de Marie, particulièrement l'Immaculée Conception. Les discours sont suivis d'un index des personnes et des matières, ainsi que d'un index concionatorum, c'est-à-dire de suggestions pour un nouvel assemblage des thèmes à l'occasion de telle ou telle fête mariale. Quant au Tractatus quadragesimalis, il contient trente-huit homélies pour le carême, mais aussi sur la Passion et la résurrection du Christ. Aucun sermon n'a été prévu pour le samedi, jour consacré à la Vierge. L'ouvrage comporte également un index, assorti d'un synopsis brevis de chacune des homélies. Ces deux publications ont fait l'objet de plusieurs rééditions posthumes, en deux volumes, sous le titre Cornucopiae concionum sacrarum et moralium.
Comme l'indique le didactisme de leur structure, ces ouvrages étaient censés, en priorité, aider les prédicateurs à composer leurs discours. Mais ils ont aussi été lus par un public de laïcs cultivés, qui prenait plaisir à y retrouver des anecdotes et des exemples tirés de la Bible comme de l'histoire antique et contemporaine. Outre le style baroque, une vaste érudition faisait le charme de ces textes. L'auteur cite en effet une vingtaine d'écrivains classiques et une dizaine d'auteurs chrétiens, en ayant soin de consigner dans la marge, le nom de l'autorité invoquée. En plus de références, à chaque page, de l'Écriture sainte, Charles utilise le plus abondamment Augustin d'Hippone et Thomas de Villeneuve, membre de son ordre et archevêque de Valence au XVIe siècle. On trouve encore, parmi les auteurs médiévaux, Brigitte de Suède et les augustins Gilles de Rome et Simone Fidati da Cascia; parmi les contemporains : Cajetan, Baronius, Martin Del rio, Suarez[Qui ?] et Bañez.

### Œuvres
- Tractatus marialis de laudibus et praerogativas B. Mariae Virginis, Gand, Graet, 1660.
- Tractatus quadragesimalis, Gand, Graet, 1665.
- Cornucopiae concionum sacrarum et moralium, Cologne, 1670, 1676, 1688, 1700.

### Études
- M. Schrama, Van Hoorn Charles, in Dictionnaire de spiritualité ascétique et mystique, tome XVI, Paris, Beauchesne, 1994, p. 255-256.
- Eug. de Seyn, Van Hoorn (Charles), in Dictionnaire biographique des Sciences, des Lettres et des Arts en Belgique, tome II, Bruxelles, Éditions L'Avenir, 1936, p. 1067, col. 1-2.